# Condado de Sokołów
Condado de Sokołów (polaco: powiat sokołowski) é um powiat (condado) da Polónia, na voivodia de Mazóvia. A sede do condado é a cidade de Sokołów Podlaski. Estende-se por uma área de 1131,42 km², com 61 214 habitantes, segundo os censos de 2005, com uma densidade 54,10 hab/km².

## Divisões admistrativas
O condado possui:
Comunas urbanas: Sokołów Podlaski
Comunas urbana-rurais: Kosów Lacki
Comunas rurais: Sokołów Podlaski, Sterdyń, Repki, Bielany, Jabłonna Lacka, Sabnie, Ceranów
Cidades: Sokołów Podlaski, Kosów Lacki

## Demografia
População (dados de 13 de Novembro de 2005):
|          | Total   | Total | Mulheres | Mulheres | Homens  | Homens |
| -------- | ------- | ----- | -------- | -------- | ------- | ------ |
|          | pessoas | %     | pessoas  | %        | pessoas | %      |
| Total    | 61 214  | 100   | 30 937   | 50,6     | 30 277  | 49,4   |
| Cidades  | 21 638  | 100   | 11 260   | 52,1     | 10378   | 47,9   |
| Povoados | 39 576  | 100   | 19 677   | 49,7     | 19 898  | 50,3   |